# 陳祖義
陳祖義（？—1407年10月2日），廣東潮州人，元末明初三佛齐豪强。鄭和第一次下西洋时，因有人举报陳祖義“凶横等情”，在永樂五年（1407年）九月，寶船艦隊把他押送至明朝北京受審，斬首示眾。（ . 维基文库. - 舊港國)

## 生平

### 《瀛涯胜览》记载
郑和的助手马欢在其回忆录（ . 维基文库. - 舊港國) 中记载:
|  | 昔洪武年间，广东人陈祖义等全家逃居此地，充为头目，甚是豪强，凡有经过客船，辄便劫夺财物。永乐五年，朝廷差太监郑和等统领西洋大䑸宝船到此。有施进卿，亦广东人，来报陈祖义凶横等情。被太监郑和生擒祖义等，回朝伏诛，就赐施进卿冠带，归旧港为大头目，以主其地。 |

洪武年间，广东人陈祖义等全家逃居三佛齐，成为头目，郑和的助手马欢在回忆录《瀛涯勝覽》中称陈祖义为豪强，马欢说，凡有船只经过，陈祖义立即劫夺财物。但 Wadsworth 認為，陳祖義只不過是對過往巨港港口船隻採取強制繳納關稅措施，因為這是三佛齊治理的重要財政要素。马欢的《 . 维基文库.》中没有陈祖义劫掠郑和宝船的任何记录。马欢在书说，三佛齐“国人多是广东、漳、泉州人，逃居此地”。
明初明太祖、明成祖两代，在东南沿海实行海禁，洪武时极为严厉，寸板不许下海。永乐年间，成祖禁止民间造船，对已有船只一律改为平头船，使其无法出海。陈显泗指出：已经流落国外参与海洋贸易的海外华侨，在成祖看来是海盗渊薮，必须消除。永乐四年(1406)成祖下诏书诱招侨民归国，由郑和带往南洋宣谕，但只有800多名海外华人归国。陈祖义集团则被郑和在第一次下西洋期间歼灭。
雪珥认为：朝廷对那些不应招回国的华人势力，便寻其借口予以消灭铲除。诛杀陈祖义本人是镇抚政策的贯彻，其罪名是陈祖义“诈降邀劫”郑和船队，实则是明政府对南洋侨民实行招抚受挫之后改行镇抚的结果。杀一儆百，让那些对招抚无动于衷的侨民有所震动，俯首听命，尽快回国。

### 明實錄记载
《明實錄》记载 ：
|  | 壬子，太監鄭和使西洋諸國還，械至海賊陳祖義等。初，和至舊港遇祖義等，遣人招諭之。祖義詐降，而潛謀要刧官軍。和等覺之，整兵提備。祖義率衆來刧，和出兵與戰，祖義大敗。殺賊黨五千餘人，燒賊船十艘，獲其七艘及偽銅印二枚，生擒祖義等三人。既至京師，命悉斬之。 |

此记载为众多作者引用：陈祖义假装投降，而密謀要劫掠官軍。永樂五年（1407年），郑和決定率兵剿灭贼党五千多人，烧贼船十艘，获贼船七艘，進而生擒海盗陈祖义等三贼首永樂五年九月初二日（1407年10月2日），該艦隊回国，押陈祖义等献上受審，陈祖义等被问斩。

### 传说
传说陳祖義在三佛齊的渤林邦國，盤踞巨港（舊港、三佛齊國）十多年。該集團成員最鼎盛時超過萬人，擁有戰船百艘，曾雄霸於日本、台灣海峽、南海、印度洋等海域，劫掠過往船隻達萬艘，攻打50多座沿海鎮城。明成祖亦曾懸紅50萬兩白銀捉拿陳祖義。（来源？）

## 關聯項目
- 郑和下西洋#第一次下西洋